# Минстердорф
Минстердорф (њем. Münsterdorf) општина је у њемачкој савезној држави Шлезвиг-Холштајн. Једно је од 112 општинских средишта округа Штајнбург. Према процјени из 2010. у општини је живјело 1.959 становника. Посједује регионалну шифру (AGS) 1061072.

## Географски и демографски подаци
Минстердорф се налази у савезној држави Шлезвиг-Холштајн у округу Штајнбург. Општина се налази на надморској висини од 10 метара. Површина општине износи 5,1 km². У самом мјесту је, према процјени из 2010. године, живјело 1.959 становника. Просјечна густина становништва износи 383 становника/km².